# Wojciech Kurpik
Wojciech Kurpik (ur. 4 maja 1931 w Warszawie, zm. 15 lipca 2025 tamże) – polski konserwator dzieł sztuki, profesor i rektor Akademii Sztuk Pięknych w Warszawie.

## Życiorys
Syn Stanisława Kurpika i Wiktorii z Klimkiewiczów. Po ukończeniu Gimnazjum i Liceum Fotograficznego w Warszawie, gdzie uczył go m.in. artysta fotograf Marian Dederko, podjął w 1951 studia na warszawskiej Akademii Sztuk Pięknych, gdzie pod kierunkiem Bohdana Marconiego studiował konserwację malarstwa i rzeźby polichromowanej, teorię sztuki u Ksawerego Piwockiego, a rysunek i malarstwo u Michała Borucińskiego.
Po studiach, w roku 1956 zatrudniony został przez PP Pracownie Konserwacji Zabytków (PKZ) w Warszawie, a w 1960 przeniesiony na stanowisko kierownika pracowni do Zakładu PKZ w Toruniu. Pogłębiał tam wiedzę konserwatorską na Uniwersytecie Mikołaja Kopernika (UMK) u Leonarda Torwirta, Wiesława Domasłowskiego i Zbigniewa Brochwicza, gdzie w roku 1962 uzyskał tytuł magisterski na Wydziale Sztuk Pięknych UMK.
W lipcu 1962 przeniósł się do Muzeum Budownictwa Ludowego w Sanoku. Zorganizował tam pracownię konserwatorską, która wspomaga muzea południowo-wschodniej Polski i przyjmuje rolę ośrodka ratującego ikony w opuszczonych cerkwiach Bieszczadów. Ikony stały się głównym wątkiem jego konserwatorskich zainteresowań. Pracował nad nimi w zbiorach Sanoka, Przemyśla i powołanej do życia 1960 roku Wojewódzkiej Składnicy Zabytków Ruchomych w Łańcucie.
W połowie lat 60. konserwował zbiór ikon w Bardejovie na Słowacji. W latach 1968–1969 jako członek ekipy polskich konserwatorów przez blisko rok pracował w pracowni konserwatorskiej Fortezza da Basso we Florencji, ratując zabytki włoskiego malarstwa tablicowego po wylaniu rzeki Arno. W 1970 jako konserwator i specjalista od ikon udał się na prośbę władz słowackich do Monachium, gdzie w Haus der Kunst zostały uszkodzone ikony z Bardejova. Na początku lat 70. kierował pracami renowacyjnymi fasad zabytkowych kamienic w Sanoku.
Publikował w czasopiśmie „Materiały Muzeum Budownictwa Ludowego w Sanoku”. Był projektantem odsłoniętego 10 października 1971 Pomnika Żołnierzy Września w Bykowcach oraz odsłoniętego 20 lipca 1975 obelisku ku czci Polaków-ofiar okupanta niemieckiego z lat 1942–1945 przy ulicy Przemyskiej w Sanoku w dzielnicy Olchowce obok cerkwi Wniebowstąpienia Pańskiego.
Latem 1974 w Szkole Głównej Gospodarstwa Wiejskiego w Warszawie (SGGW) obronił rozprawy doktorskiej na temat ochrony drewna; promotorem był Jerzy Ważny.
W 1975 powrócił do Warszawy, gdzie rezygnując z pracy etatowej, podjął się zadania konserwacji ikon w ramach działalności Biura Handlu Zagranicznego „Desa”.
W końcu lat 70. dwa zadania zdeterminowały jego dalsze życie: powołanie do Komisji Konserwatorskiej Ikony Matki Boskiej Częstochowskiej (1979) i podjęcie pracy dydaktycznej w Akademii Sztuk Pięknych w Warszawie (1980). Konserwatorem częstochowskiej Madonny pozostaje już ponad trzydzieści lat; przeprowadził jej badania, a wyniki opublikował w gruntownej monografii obrazu (patrz: publikacje). W 1990 otrzymał tytuł profesora. W ASP piastował stanowiska dziekana Wydziału Konserwacji i Restauracji Dzieł Sztuki oraz rektora uczelni w latach 1996–1999.
W 2001 odszedł na emeryturę, inicjując przed tym utworzenie na SGGW specjalności Konserwacja Drewna Zabytkowego, zajmującej się zabytkami meblarstwa i etnologii. Został członkiem Rady Naukowej tej specjalności.
Odznaczony Krzyżem Kawalerskim Orderu Odrodzenia Polski (2004) oraz Złotym Medalem „Zasłużony Kulturze Gloria Artis” (2014). Kawaler Zakonu Rycerskiego Grobu Bożego w Jerozolimie. Jeden z pierwszych laureatów Nagrody „Conservator Ecclesiae” im. ks. Janusza Stanisława Pasierba (1998) przyznawanej corocznie przez Stowarzyszenie Konserwatorów Zabytków za szczególne osiągnięcia.
Żona Danuta z Rowickich (1935–2024). Dzieci: Wojciech Jakub Kurpik, wieloletni konserwator zabytków w Preußische Schlösser und Gärten Berlin-Brandenburg oraz Maria Magdalena Kurpik-Pawlicka, muzealnik i nauczyciel akademicki.

## Wybrane publikacje
- Niektóre problemy konserwacji zabytkowego drewna budowlanego w Muzeum Budownictwa Ludowego w Sanoku, w: Biuletyn Informacyjny Muzeum Budownictwa Ludowego w Sanoku nr 2, Sanok, Muzeum Budownictwa Ludowego w Sanoku, 1965
- Konserwacja cerkwi w Uluczu, w: Biuletyn Informacyjny Muzeum Budownictwa Ludowego w Sanoku nr 2 (współautor Michał Czajnik), Sanok, Muzeum Budownictwa Ludowego w Sanoku, 1965
- Odkrycie malowideł ściennych w cerkwi w Posadzie Rybotyckiej pow. Przemyśl, w: Materiały Muzeum Budownictwa Ludowego w Sanoku z.4, Sanok, Muzeum Budownictwa Ludowego w Sanoku, 1966
- Dalsze prace nad odkryciem malowideł ściennych i napisów w cerkwi w Posadzie Rybotyckiej, w: Materiały Muzeum Budownictwa Ludowego w Sanoku z.7, Sanok, Muzeum Budownictwa Ludowego w Sanoku, 1968, s. 53–56
- Sygnowany ikonostas szkoły rybotyckiej, w: Materiały Muzeum Budownictwa Ludowego w Sanoku z.7, Sanok, Muzeum Budownictwa Ludowego w Sanoku, 1968
- Konzervácia ikon v bardejovskom múzeu 1967, w: Šarišské múzeum v Bardejove 2 (red. Jan Mijal), Košice, Východoslovenské vydavatel’stvo, 1969, s. 193–204
- Problemy konserwatorskie i chronologia polichromii kościoła w Haczowie, w: Materiały Muzeum Budownictwa Ludowego w Sanoku nr 16, Sanok, Muzeum Budownictwa Ludowego w Sanoku, 1972
- Niektóre zagadnienia ratowania zabytków martyrologicznych na przykładzie konserwacji wrót Rotundy w Zamościu, w: Materiały Muzeum Budownictwa Ludowego w Sanoku nr 16, Sanok, Muzeum Budownictwa Ludowego w Sanoku, 1972
- Problemy konserwacji drewna zabytkowego, w: Materiały Muzeum Budownictwa Ludowego w Sanoku nr 21, Sanok, Muzeum Budownictwa Ludowego w Sanoku, 1976
- „Blizny” Jasnogórskiego wizerunku / Problemy technologiczno-konserwatorskie malarstwa i rzeźby, w: Materiały z sesji naukowej poświęconej pamięci Leonarda Torwirta, Toruń, Uniwersytet Mikołaja Kopernika w Toruniu, 1992, s. 23–31
- Zasady konserwacji dzieł sztuki, w: Biuletyn informacyjny konserwatorów dzieł sztuki, Vol. 7. No 3-4 1996, s. 41–42
- Die Tschenstochauer Madonna, zur Restaurierung und Untersuchung, w: Ikonen, Restaurierung und naturwissenschaftliche Erforschung. Beitrage des internationalen Kolloquiums von Recklinghausen 1994, Monachium, Hrsg. Ivan Bentchev & Eva Haustein-Bartsch, 1997, s. 83–87 ISBN 3-925801-25-1.
- Jasnogórska Bogurodzica – splendor najwyższy Władysława Opolczyka, [w:] Władysław Opolczyk jakiego nie znamy (red. Anna Pobóg-Lenartowicz), Opole, 2001, s. 73–84
- Relikwia Krzyża Św. w klasztorze Misjonarzy Oblatów na Św. Krzyżu, [w:] Biuletyn informacyjny konserwatorów dzieł sztuki, Vol. 13. No 3-4. 2002, s. 12–20
- Konserwator wobec dzieła o wybitnej randze kultowej, [w:] Roczniki Humanistyczne, Zeszyt 4, 2002, s. 215–238
- Między testamentem Elżbiety Łokietkówny a „Translatio Tabulae” Władysława Opolczyka. Próba rekonstrukcji zdarzeń, [w:] Biuletyn informacyjny konserwatorów dzieł sztuki, Vol. 15 No 1-2, 2004
- Konserwacja drewna zabytkowego w Polsce. Historia i stan badań, w: Ochrona Zabytków Nr 1/2 (współautor Jerzy Ważny), 2004, s. 25–48
- Konserwacja drewna zabytkowego w Polsce, w: Nauka Nr 1 (współautor Jerzy Ważny), 2005, s. 101–121
- Co w istocie restaurujemy?, w: Sztuka konserwacji i restauracji/The Art of Conservation and Restoration (red. Iwona Szmelter), Warszawa, Wyd. Międzyuczelniany Instytut Konserwacji i Restauracji Dzieł Sztuki MIKRDS oraz Rzeczpospolita, 2007, s. 28–39
- What in fact are we restoring?, w: Cesare Brandi’s thought from theory to practice. Acts of the Seminars of Warszawa. With the support of Culture 2000 Programme of the European Union, Culture 2000. s. 222–229
- Częstochowska Hodegetria. Wydawnictwo Konserwatorów Dzieł Sztuki / Wydawnictwo Bernardinum, 2008, s. 302. ISBN 83-916539-2-7, ISBN 978-83-7380-610-8.
- Losy ikon rosyjskich w XX stuleciu, w: Zeszyty Warmii i Mazur 6. Ikona – sacrum i piękno (red. Grażyna Dobrzeniecka-Sikorska), Olsztyn, 2010, s. 23–49
- Matka Boża Okulicka i miedzioryt Jacopo Lauro w relacjach do jasnogórskiego pierwowzoru, w: Studia Claromontana. T. 28, 2010, s. 543–552
- Ein Panzerschrank für die Schwarze Madonna von Tschenstochau: über die Bewahrung und Erneuerung einer „Vitrine”, w: Restauro: Zeitschrift für Kunsttechniken, Restaurierung und Museumsfragen: Mitteilungen der IADA (współautor Matthias Farke), 120, 2014, s. 14–19
- Wyposażenie sejfu chroniącego wizerunek Matki Boskiej na Jasnej Górze w nową szybę kuloodporną, system klimatyzacyjny i specjalne oświetlenie (współautor Matthias Farke, Michał Bortnik), w: Ochrona Zabytków. [R.] 68, nr 1, 2015, s. 212–217
- Konserwator wobec dzieła sztuki. Pięć tekstów o praktyce i teorii konserwatorskiej, Akademia Sztuk Pięknych w Warszawie, 2015, s. 139, ISBN 978-83-63594-70-1.
- Częstochowska Hodegetria, Wydawnictwo Paulinianum, Jasna Góra, 2020, s. 560, ISBN 978-83-66050-33-4.